# Ranularia oblita
Ranularia oblita is een slakkensoort uit de familie van de Ranellidae. De wetenschappelijke naam van de soort is voor het eerst geldig gepubliceerd in 1976 door Lewis & Beu.